# Rima interna
La rima interna és la que es produeix entre el final del vers i algun mot del seu interior.
Es tracta d'un culteranisme italianitzant molt propi dels segles xvi i xvii, on van predominar les fórmules líriques importades d'Itàlia. Encara que existeixen precedents: El problema de la rima interna en molts casos és d'identificació i d'intencionalitat de l'autor. Ha de quedar molt clar que la intenció de l'autor era rimar d'aquesta forma, perquè el fet que un o dos versos en un poema, i fins i tot en una estrofa, tinguin rimes internes - final d'un vers rimant amb una paraula d'altre vers- pot tractar-se només d'una negligència de l'autor no intencionat o, ni tan sols això, simplement que va compondre així l'estrofa i no li va donar més tornades.
Per exemple:
- Salvem esculls entre cants i reülls
- Són una rosa que els meus ulls han desclosa